# USA Rugby
| Oficjalna nazwa    | USA Rugby                                         |
| Data założenia     | 1975                                              |
| Członek IRB od     | 1987                                              |
| Siedziba           | 2500 Arapahoe Avenue, Suite 200 Boulder, CO 80302 |
| Prezes             | Nigel Melville (od 11 października 2006)          |
| Strona internetowa | usarugby.org                                      |

USA Rugby – ogólnokrajowy związek sportowy, działający na terenie USA, posiadający osobowość prawną, będący jedynym prawnym reprezentantem amerykańskiego rugby 15-osobowego i 7-osobowego, zarówno wśród mężczyzn jak i kobiet we wszystkich kategoriach wiekowych w kraju i za granicą.